# Hamamatsu Photonics
Hamamatsu Photonics (яп. 浜松ホトニクス株式会社 Хамамацу Фотоникс кабусики-гайся) — японская компания, производящая оптоэлектронные датчики, источники света и оптико-электронные компоненты и системы.

## История
В 1953 году Хэйхатиро Хориути, бывший ученик основоположника японского телевидения Кэндзиро Такаянаги, основал компанию Hamamatsu TV Co., Ltd. С 1983 года компания изменила своё название и известна и по сей день под названием Hamamatsu Photonics;
Компания начинала в 1950-х годах с производства фотоэлементов и фотоэлектронных умножителей (ФЭУ). В 1960-е Хамамацу расширила ассортимент своей продукции, начав производство видиконов, а позднее в конце 1970-х фотодиодов и позиционно-чувствительных детекторов. В 1973 году было основано дочернее предприятие в Германии. По состоянию на 2007 год Хамамацу Фотоникс являлась одним из ведущих производителей оптоэлектронных датчиков с глобальной долей рынка 60 %.

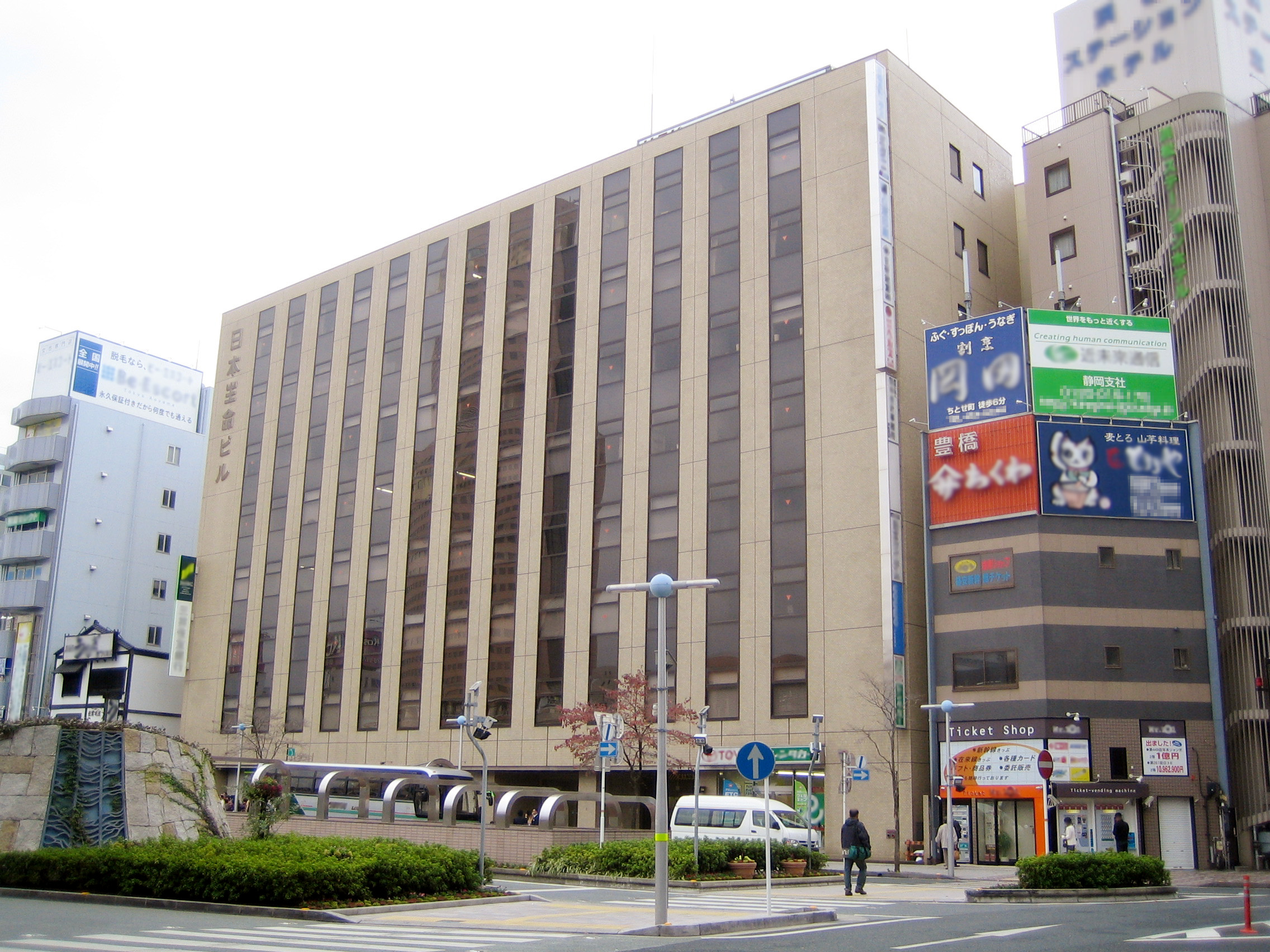
Штаб-квартира Hamamatsu Photonics KK в городе Хамамацу, Япония

Помимо прочего, Хамамацу Фотоникс разработали в начале 1980-х крупнейший из когда-либо созданных ФЭУ, модель R1449, около 50 см в диаметре. К маю 1982 года компания поставила 1050 единиц таких ФЭУ для эксперимента Kamioka Nucleon Decay (англ.). В 1990-х для проекта нейтринного детектора SuperKamiokande было поставлено 11200 единиц ФЭУ модели R3600-05.
Хамамацу Фотоникс является одним из поставщиков для детекторов (ATLAS, CMS , LHCb и ALICE) Большого адронного коллайдера в Европейском центре ядерных исследований ЦЕРН в Женеве. В 2003 году за совместную разработку и производство лавинных фотодиодов (140 000 единиц), а также в 2005 году стрип-детекторов (22 000 единиц) для детектора CMS компания была награждена ЦЕРН премией «CMS Crystal Award».

## Продукты
- Сенсоры: фотодетекторы на внешнем фотоэффекте включают в себя ФЭУ, микроканальные пластины и ЭОПы. Фотоприемники на основе внутреннего фотоэффекта включают в себя ПЗС- и КМОП-сенсоры, PIN-фотодиоды, лавинные фотодиоды и позиционно-чувствительные детекторы (ПЧД), а также полупроводниковые детекторы для рентгеновского и инфракрасного диапазонов.[9]
- Источники света: газоразрядные трубки, лампы с полым катодом, полупроводниковые лазеры и светодиоды.[10]
- Оптико-электронные приборы: к ним относятся спектрометры, а также ПЗС-, КМОП-, EM-CCD и электронно-оптические камеры.[11][12]